# Архангело-Михайлівська церква (Бабаї)
Архангело-Михайлівська церква — колишній храм, що існував у XVII—XX століттях в селищі Бабаї Харківського району на Харківщині. В ньому неодноразово бував відомий український філософ та педагог Григорій Сковорода, який товаришував з настоятелем храму Яковом Правицьким.

## Історія
Перший, дерев'яний храм в ім'я Архангела Михаїла в Бабаях було зведено близько 1650 року. Його було освячено на честь архістратига Михаїла, предводителя Небесного воїнства. Завдяки назві церкви село у XVIII столітті деякий час називалося Архангельським, але ця назва не прижилася.
У 1782 році харківським губернським архітектором Петром Ярославським на її місці за кошти багатого бабаївського поміщика Петра Щербиніна було зведено нову муровану церкву. Це була перша кам'яна церква в Харківському повіті. На написі про побудову церкви значиться: «Церква Архістратига Михайла, при Державній Благовірній Государині Катерині II та Цесаревичу Павлу Петровичу з благословення Єпископа Б'лгородського та Обоянського Аггея, старанням Харківського Намісника, Губернського прокурора Андрєєва сина Щербиніна, дітей провадилася під наглядом Губернського Архітектора Петра Антонова, сина Ярославського».
Крім того, як архітектор, імовірно, брав участь у побудові храму у Бабаях Йоган Віганд.
У 1930-ті роки пам'ятку архітектури розібрали на цеглини і побудували з них школу. Зараз на місці церкви — будинок культури з парком. На цьому місці в радянський час було зведено селищний Будинок Культури, де, серед іншого, існує Бабаївський краєзнавчий музей. А навколо розбито парк. Будинок, в якому зараз знаходиться церква, був побудований далеко від справжнього храму і служив зовсім для інших цілей — спочатку це був пологовий будинок, потім дитсадок, а вже після його було визначено під храм.

## Опис
Навпроти церкви спочатку було зведено будинок настоятеля церкви — панотця Якова Правицького, учня та товариша відомого українського філософа та педагога Григорія Сковороди. Пізніше, у нащадків цю земельну ділянку придбали Щербиніни і звели тут свій маєток. За їх кошти було зведено в 1782 році муровану церкву. Проєкт розробив та втілив у життя харківський губернський архітектор Петро Ярославський. Він буд учнем московського зодчого Василя Баженова. Бабаївська церква майже точна копія лютеранської церкви Святої Анни на вулиці Фурштадтській у Санкт-Петербурзі, яку в 1789 році побудував петербурзький архітектор Юрій Фельтен. Колонада портика Архангело-Михайлівської церкви в Бабаях напівкругла в стилі іонічного ордера. Ліхтар із парними колонками покритий тупим карнизом, а вікна замінені арками для дзвону. Парні пілястри та круглі вікна між ними бокового фасаду. Церковна огорожа прикрашена кутовими баштами.
Дослідник дворянських садиб Георгій Лукомський на початку ХХ століття залишив опис Архангело-Михайлівської церкви в Бабаях:

«У церкві — чарівний, пофарбований у зелений з білим тони, іконостас… Чудові стулки царських врат з гірляндами й гілками виноградної лози… Взагалі, усе до найдрібніших деталей виконано в стилі Людовика XVI…».

## Поховання
На церковному кладовищі було поховано представників роду бабаївських Щербиніних — Михайла (пом.. 1841) та його дружину Єлизавету (пом.. 1860). Поряд з церквою було встановлено пам'ятник Єлизаветі Павлівні та Михайлові Андрійовичу у вигляді хреста та двох ваз.